# Artur Stanisław Potocki
Artur Stanisław Potocki (ur. w 1787  roku w Paryżu, zm. 30 stycznia 1832 roku w Wiedniu) – hrabia, oficer napoleoński, protoplasta „gałęzi krzeszowickiej” rodu Potockich, kawaler maltański (w zakonie od 1805 roku), kawaler Honoru i Dewocji w Wielkim Przeoracie Katolickim w Rosji.

## Życiorys
Syn pisarza i podróżnika Jana Potockiego i Julii Potockiej z Lubomirskich. Brat Alfreda. Żonaty z Zofią hrabianką Branicką, prawdopodobnie wnuczką cesarzowej Katarzyny II.
Był adiutantem najpierw księcia Józefa Poniatowskiego, a później cara Aleksandra I.
Odznaczony krzyżami kawalerskimi polskiego Krzyża Wojskowego, francuskiej Legii Honorowej i neapolitańskiego Orderu Obojga Sycylii, a także Krzyżem Maltańskim.
Dla Pilawitów kupił pałac „Pod Baranami” w Krakowie, a w Krzeszowicach wzniósł letnią rezydencję. Potem jego potomkowie wystawili tam pałac, który aż do 1939 stanowił główną ich rezydencję. W 1818 został adeptem 33. stopnia obrządku szkockiego loży masońskiej stopni wyższych.
W 1823 założył w Oględowie „Bank wełniany”, założył szkołę męską w Staszowie.
Pochowany został w katedrze na Wawelu. Dobra po zmarłym w Wiedniu Arturze odziedziczył jego jedyny syn, Adam Józef Potocki.